# Josef Blöchl
Josef Blöchl (* 1. September 1938 in Kreuzberg, heute Freyung; † 1. Juni 2006 ebenda) war ein deutscher Politiker (CSU).
Blöchl besuchte von 1944 bis 1952 die Volksschule und von 1952 bis 1955 die Berufsschule und die Landwirtschaftsschule.
1964 wurde Blöchl Mitglied der CSU. Er war zunächst Kreisvorsitzender der Jungen Union. Von 1978 bis 1996 war er Stadtrat von Freyung, ab 1978 Kreisrat und von 1974 bis 1986 Bezirksrat. 1984 wurde er stellvertretender Kreisvorsitzender der CSU. Am 16. Mai 1990 rückte Blöchl für den ausgeschiedenen Alfons Urban in den bayerischen Landtag nach. Dort war er noch bis 2003 Mitglied, ab 1990 direkt gewählt im Stimmkreis Freyung-Grafenau.
Blöchl war Träger der Goldenen Bezirks- und Staatsmedaille und des bayerischen Verdienstordens.